# Зейсько-Буреїнська рівнина
Зейсько-Буреїнська рівнина — рівнина на Далекому Сході Росії, одна з найбільших у Середньому Приамур'ї. Територіально розташована в Амурській області, між передгір'ями хребта Турана і річками Амур і Зея.

## Рельєф і геологічна будова
Рівнина складена пластами річкових і озерних пісків і глин. Переважаючі висоти — від 200 до 300 м, в рівнину глибоко врізані долини річок. Основний тип ландшафту — лісостеп — «амурські прерії». На півночі ростуть змішані дубово-модринові ліси, на півдні — дубові з амурською липою серед лучно-степових рівнин. Останні сильно розорані. Грунти лучніі чорноземоподібні, буро-тайгові і болотні. Клімат континентальний з рисами мусонного, з холодною, малосніжною зимою і помірно теплим літом. Місцями острівна мерзлота.
Геологічне минуле Зейсько-Бурєїнської рівнини дуже цікаво. Воно в основному визначило сучасний вигляд цієї низовини. Висловлюються припущення, що в пізньотретичний час Амур на сході був замкнутий хребтом Малого Хінгану і води його прямували через Північну Маньчжурію. Річка в той час впадала в Китайське море або ж, огинаючи Малий Хінган з півдня (у Маньчжурії), користувалася руслом Сунгарі і прямувала на схід. Тоді, можливо, і утворилися надзаплавні тераси рівнини. Пізніше, на початку четвертинного періоду, водами Амура був прорізаний Малий Хінган, і тільки тоді відбулося повне осушення Середньо-Амурської водойми і через це утворилися великі заплави Буреї і Зеї та їх заплавні тераси.
У четвертинних алювіальних відкладеннях рівнини відомі знахідки відбитків нині вимерлих рослин гінкго і дзелькви. Це вказує на те, що у ранньочетвертинний час на Середньому Амурі був сприятливіший клімат, який сприяв зростанню тут багатших навіть у порівнянні із сучасною Уссурійсько-маньчжурською флорою лісів.

## Екологічні умови
Заплавні і надзаплавні прісні озера з прилеглими озерними болотами. Невеликі річки що повільно течуть з прилеглими болотами, старицями. Важливе місце сезонної концентрації водоплавних під час міграцій і на гніздування.

## Господарське значення
Зейсько-Буреїнська рівнина — основний зерновий район Амурської області. У басейні річки Бурея є родовища кам'яного вугілля. Також розробляються родовища золота.